# Хёй, Раман
Раман Хёй Син-Нгай (кит. 許誠毅, род. 1963) — гонконгский художник-мультипликатор и режиссёр. Наиболее известен как сорежиссёр мультфильма Шрек Третий и как (со)режиссёр нескольких короткометражных мультфильмов, таких как Секреты неистовой пятёрки, Шрек: Страшилки и Кот в сапогах: Три дьяволёнка.

## Ранняя жизнь
Раман Хёй родился в 1963 году в Гонконге. Отца у него не было и он жил со своей матерью и двумя другими братьями. Сам Хёй говорит, что он любит рисовать с тех пор, как себя помнит. В 1984 году он закончил Гонконгский политехнический университет.

## Карьера
После окончания университета он начал работать художником мультипликатором в Quantum Studios в Гонконге. В 1989 году он переезжает в Канаду и какое-то время создаёт анимацию для телевизионных рекламных роликов в Торонто. В том же году он начинает работать аниматором в Pacific Data Images, которую позже приобрела DreamWorks Animation.
Сорежиссёр таких мультфильмов как Шрек Третий и Шрек: Страшилки. Режиссёр таких короткометражных мультфильмов как Кот в сапогах: Три дьяволёнка и Секреты неистовой пятёрки.
В 2015 году стал режиссёром фильма Охота на монстра.

## Фильмография

### Фильмы
| Год  | Название                      | Оригинальное название               | Примечания                                     |
| ---- | ----------------------------- | ----------------------------------- | ---------------------------------------------- |
| 1991 |                               | Muppet*Vision 3D                    | художник-мультипликатор короткометражный фильм |
| 1994 | Ангелы у кромки поля          | Angels in the Outfield              | режиссёр анимации                              |
| 1994 |                               | Sleepy Guy                          | режиссёр короткометражный фильм                |
| 1995 | Бэтмен навсегда               | Batman Forever                      | художник-мультипликатор                        |
| 1996 | Прибытие                      | The Arrival                         | режиссёр анимации                              |
| 1998 | Муравей Антц                  | Antz                                | режиссёр анимации                              |
| 2000 |                               | Fat Cat on a Diet                   | режиссёр короткометражный фильм                |
| 2001 | Шрек                          | Shrek                               | дизайнер персонажей и режиссёр анимации        |
| 2003 | Шрек: Медовый месяц           | Shrek 4-D                           | режиссёр анимации                              |
| 2004 | Шрек 2                        | Shrek 2                             | режиссёр анимации                              |
| 2005 | Мадагаскар                    | Madagascar                          | художник-мультипликатор                        |
| 2007 | Шрек Третий                   | Shrek the Third                     | сорежиссёр                                     |
| 2008 | Секреты неистовой пятёрки     | Secrets of the Furious Five         | режиссёр короткометражный фильм                |
| 2010 | Шрек навсегда                 | Shrek Forever After                 | заместитель художника-мультипликатора          |
| 2010 |                               | Donkey's Caroling Christmas-tacular | художник-мультипликатор                        |
| 2011 | Кот в сапогах                 | Puss in Boots                       | заместитель художника-мультипликатора          |
| 2012 | Кот в сапогах: Три дьяволёнка | Puss in Boots: The Three Diablos    | режиссёр короткометражный фильм                |
| 2015 | Охота на монстра              | Monster Hunt                        | режиссёр                                       |
| 2018 | Охота на монстра 2            | Monster Hunt 2                      | режиссёр                                       |

### Телевидение
| Год       | Название                  | Оригинальное название | Примечания                                              |
| --------- | ------------------------- | --------------------- | ------------------------------------------------------- |
| 1991      |                           | The Last Halloween    | отвечал за дизайн персонажей                            |
| 1995      | Симпсоны                  | The Simpsons          | художник-мультипликатор эпизод «Treehouse of Horror VI» |
| 2004-2005 | Отец прайда               | Father of the Pride   | Режиссёр анимации                                       |
| 2007      | Шрек мороз, зелёный нос   | Shrek the Halls       | художник-мультипликатор                                 |
| 2009      | Рождественский Мадагаскар | Merry Madagascar      | художник-мультипликатор                                 |
| 2010      | Шрек: Страшилки           | Scared Shrekless      | сорежиссёр                                              |